# Santiago del Teide
Santiago del Teide – gmina w Hiszpanii, w prowincji Santa Cruz de Tenerife, we wspólnocie autonomicznej Wysp Kanaryjskich, o powierzchni 52,21 km². W 2011 roku gmina liczyła 12 392 mieszkańców.